# Nuncjatura Apostolska w Papui-Nowej Gwinei
Nuncjatura Apostolska w Papui-Nowej Gwinei – misja dyplomatyczna Stolicy Apostolskiej w Niezależnym Państwie Papui-Nowej Gwinei. Siedziba nuncjusza apostolskiego mieści się w Port Moresby.
Nuncjusz apostolski w Papui-Nowej Gwinei akredytowany jest również na Wyspach Salomona.

## Historia

### Papua-Nowa Gwinea
5 marca 1973 papież Paweł VI utworzył Delegaturę Apostolską w Papui-Nowej Gwinei. Dotychczas stosunki z tutejszym Kościołem były w gestii Delegatury Apostolskiej w Australii i Papui-Nowej Gwinei. W 1976 zmieniono nazwę na Delegatura Apostolska w Papui-Nowej Gwinei i na Wyspach Salomona.
5 kwietnia 1977 ten sam papież w miejsce delegatury utworzył Nuncjaturę Apostolską w Papui-Nowej Gwinei.

### Wyspy Salomona
5 kwietnia 1977 papież Paweł VI utworzył Delegaturę Apostolską na Wyspach Salomona. 27 lipca 1985 św. Jan Paweł II podniósł ją do rangi nuncjatury apostolskiej. Wszyscy przedstawiciele papiescy na Wyspach Salomona byli nuncjuszami apostolskimi w Papui-Nowej Gwinei.

## Nuncjusze apostolscy w Papui-Nowej Gwinei
w latach 1977 - 1992 z tytułem pronuncjuszy apostolskich
- abp Gino Paro (1973 - 1977) Włoch; delegat apostolski, pronuncjusz apostolski w Australii
- abp Andrea Cordero Lanza di Montezemolo (1977 - 1980) Włoch
- abp Francesco De Nittis (1981 - 1985) Włoch
- abp Antonio Maria Vegliò (1985 - 1989) Włoch
- abp Giovanni Ceirano (1989 - 1992) Włoch
- abp Ramiro Moliner Inglés (1993 - 1997) Hiszpan
- abp Hans Schwemmer (1997 - 2001) Niemiec
- abp Adolfo Yllana (2001 - 2006) Filipińczyk
- abp Francisco Padilla (2006 - 2011) Filipińczyk
- abp Santo Gangemi (2012 - 2013) Włoch
- abp Michael Banach (2013 - 2016) Amerykanin
- abp Kurian Vayalunkal (2016 - 2021) Hindus
- abp Fermín Emilio Sosa Rodríguez (2021 - 2023) Meksykanin
- abp Mauro Lalli (2024 - 2025) Włoch
- abp Maurizio Bravi (od 2025) Włoch